# 리앙
리앙(중국어 간체자: 李昂, 1993년 11월 15일 ~ )은 중국의 축구 선수이다. 포지션은 수비수이며 현재 중국 슈퍼리그의 상하이 하이강 소속이다.

## 선수 경력

### 클럽 경력
리앙은 2011년부터 2012년까지 중국 을급리그에 있는 장쑤 쑤닝의 유스팀에 소속되어 있었다. 2014시즌을 앞두고 리앙은 장쑤의 1군팀으로 승격되었다. 2014년 3월 8일 구이저우 런허와의 경기에서 프로 데뷔전을 가졌다. 2014년 5월 11일 창춘 야타이전에서 프로 데뷔골을 기록했다.

### 국가대표 경력
2014년 6월 22일 북마케도니아 축구 국가대표팀과의 경기에서 중국 축구 국가대표팀 데뷔전을 가졌다.
2015년 AFC 아시안컵에 참여하는 중국 축구 국가대표팀 최종 명단에 포함되었다.

## 수상

### 팀
- 중국 FA컵 우승: 2015